# Анді Лангенган
Анді Ланґенган (нім. Andi Langenhan; 1 жовтня 1984, м. Зуль, Німеччина) — німецький саночник, який виступає в санному спорті на професійному рівні з 2004 року. Є дебютантом національної команди, як учасник зимових Олімпійських ігор і добився 5 місця в одиночних змаганнях. Також починає здобувати успіхи на світових форумах саночників, а в 2008 році в Обергофі завоював бронзову медаль (це його найбільший міжнародний успіх).